# Джемат (Власеница)
Джемат (серб. Џемат / Džemat) — село в общине Власеница Республики Сербской Боснии и Герцеговины. Население составляет 253 человек по переписи 2013 года.